# دونتورن (دهانه)
دونتورن یک دهانه برخوردی در ماه‌ است.

## دهانه‌های اقماری
این دهانه ۴ دهانه اقماری دارد.
| Dunthorne | عرض جغرافیایی | طول جغرافیایی | قطر         |
| --------- | ------------- | ------------- | ----------- |
| A         | ۲۸.۸° S       | ۳۲.۶° W       | ۶.۰ کیلومتر |
| C         | ۲۹.۴° S       | ۳۲.۵° W       | ۷.۰ کیلومتر |
| B         | ۳۱.۴° S       | ۳۱.۶° W       | ۷.۰ کیلومتر |
| D         | ۳۰.۰° S       | ۳۴.۰° W       | ۶.۰ کیلومتر |